# Яхья ибн Халид аль-Бармаки
Яхья ибн Халид аль-Бармаки (араб. يحيى بن خالد‎, ум. 806) — персидский государственный деятель, наиболее влиятельный представитель семьи Бармакидов, занимавший пост наместника ряда провинций Аббасидского халифата и визиря в годы правления Харуна ар-Рашида. В юношеские годы халифа был главным из его учителей. Один из персонажей «Тысячи и одной ночи».

## Биография

### Происхождение и служба в годы жизни отца
Яхья был сыном Халида ибн Бармака, первого известного представителя персидской династии Бармакидов, который предположительно занимал должность визиря в годы правления первого Аббасидского халифа ас-Саффаха (749—754) и наместника или одного из наместников Фарса, Табаристана и Мосула в годы его преемника аль-Мансура (754—775). Бармакиды — это род, который дал Арабскому халифату его первых персидских визирей. Слово «Бармак», от которого произошло название рода, вероятно является не именем, а саном наследственного жреца в храме Навбахар близ города Балх в Афганистане. Согласно арабским источникам, дед Яхьи Бармак владел землями храма площадью 1568 км². При этом эти владения Бармакиды сохранили и после начала службы халифам: арабский историк и географ Якут сообщает, что сын Халида Яхья владел «большим и богатым селением Раван к востоку от Балха». Монастырь этот был буддистским, а не зороастрийским. В дальнейшем Бармакиды превратили его в «храм огня», благодаря чему ряд историков, например персидский визирь сельджукского султана Мелик-шаха Низам аль-Мульк писали, что в годы Сасанидской Персии Бармакидам «от отца к сыну» переходил титул визиря. Хронист эпохи Тимуридов Квондамир и вовсе называет их потомками этих самых царей. Издавна предки Халида были влиятельными людьми в Бактрии. В ислам они обратились лишь при последних Омейядах и участвовали в Аббасидской революции.
Первый свой опыт управления государством Яхья получил в администрации отца. Когда Халид занимал должность наместника Табаристана на севере Ирана, аль-Мансур назначил Яхью своим уполномоченным представителем в Рее, где старший сын и наследник халифа аль-Махди (775—785) служил представителем халифа и «вице-султаном» (должность «наместника над наместниками»). По словам ат-Табари, Яхья настолько сблизился с сыном аль-Мансура, что когда родился младший сын халифа Харун (786—809), его нянькой и кормилицей была назначена супруга Ибн Халида, Зубейда бин Мунир, а младшего сына Яхьи, который родился на несколько дней раньше будущего халифа, вскармливала жена аль-Махди аль-Хайзуран. Эти отношения были уникальными для мусульманского Востока того времени, и они стали решающими в дальнейшей судьбе династии Бармакидов, поскольку по арабскому обычаю такие узы были эквивалентны кровному родству. Фактически в годы правления аль-Махди иранцы стали одной из господствующих этно-национальных групп халифата, и во главе них стояли Бармакиды, чьё влияние к моменту падения Яхьи было «практически безграничным».
В 775 году Яхья ибн Халид получил свою первую должность, будучи назначенным наместником Азербайджана, провинции на севере Ирана, но при назначении отца на должность наместника Фарса отправился вместе с ним в качестве помощника.
В 778 году Яхья был назначен главным опекуном Харуна, сменив на этом посту Абана ибн Садака. Отношения между ними сложились максимально близкие: будущий халиф фактически называл Яхью ибн Халида «отцом». Когда Харуну исполнилось 13 лет (776 или, вероятнее, 779 год), Яхья стал его «личным секретарём», наделённым крайне высокими полномочиями, не только помогая ему, но и сопровождая во всех походах. В 780 году халиф фактически возглавил поход против Византии, а Яхья сопровождал его в этом деле и отвечал за снабжение армии. Он же совместно с камергером ар-Раби ибн Юнусом, который был близким политическим союзником Яхьи, выполнял обязанности военного советника Харуна. Данная экспедиция была весьма скромной и завершилась захватом Самалу, однако она ещё сильнее укрепила позиции Бармакида. Когда аль-Махди назначил Харуна вторым в линии наследования после его старшего брата аль-Хади (785—786 или 786—787) и даровал ему в управление эмираты Армения и Азербайджан, Яхья стал фактически править этими территориями вместо будущего халифа.

### Первичные источники
- Тысяча и одна ночь = كِتَابُ أَلْفِ لَيْلَةٍ وَلَيْلَةٌ : [пер. с ар.] : в 7 т.. — М. : Терра—Книжный клуб, 2007. — 4384 с.
- The History of al-Ṭabarī, Volume XXX: The ʿAbbāsid Caliphate in Equilibrium: The Caliphates of Mūsā al-Hādī and Hārūn al-Rashīd, A.D. 785–809/A.H. 169–192 / Bosworth, C. E. — Albany, New York : State University of New York Press, 1989. — ISBN 978-0-88706-564-4.

### Исследования
Книги
- Али-Заде А. А. Хроника мусульманских государств I-VII веков хиджры. — Первое изд. — М.: Умма, 2004. — 445 с. — 3000 экз. — ISBN 5-94824-111-4.
- Глабб Джон. Арабская империя = The Empire of the Arabs / пер. с англ. А.П. Саниной. — СПб.: Евразия. — 528 с. — ISBN 978-5-91852-003-1.
- Кеннеди Хью. Двор халифов = The Court of the Caliphs / перевод с англ. Н.Я. Тартаковской. — М.: АСТ, Астрель, Хранитель, 2007. — 412 [4] с. — (Историческая библиотека). — 4000 экз. — ISBN 978-5-17-039643-6 (АСТ). — ISBN 978-5-9713-5632-5 (Астрель). — ISBN 978-5-9762-2313-4 (Хранитель).
- Кло Андре[англ.]. Харун ар-Рашид и времена «Тысячи и одной ночи» = Haroun Al-Rachid et le temps des Mille et Une Nuit : Paris: Fayard, 1986 : [пер. с фр.] / Перевод А.П. Саниной. — СПб. : Евразия, 2012. — 384 с. — (Clio). — 1000 экз. — ISBN 978-5-91852-017-8. — ISBN 59-185-2017-1.
- Лейн Эдвард У. Арабский мир в эпоху «Тысячи и одной ночи» = Arabian Society in the Middle Ages: Studies From The Thousand and One Nights : London: Chatto, 1864 : [пер. с англ.] / Переводчик: Игоревский Л.А. Редактор: Глебовская Л.И.. — М. : Центрполиграф, 2009. — 190 с. — 5000 экз. — ISBN 978-5-952-44565-9. — ISBN 5-952-44565-9.
- Фильштинский И. М. История арабов и халифата (750—1517). — 3-е, доп. и испр. — М.-СПб.: АСТ; Восток-Запад, 2006. — 352 с. — (Историческая библиотека). — ISBN 5-17-039553-1. — ISBN 5-478-00444-8.
- Abbott Nabia. Two queens of Baghdad: mother and wife of Hārūn al Rashīd. — Chicago: University of Chicago Press, 1946. — vii, 277 p.
- van Bladel Kevin. The Bactrian Background of the Barmakids // Islam and Tibet – Interactions along the Musk Routes / ed. by Anna Akasoy[англ.], Charles Burnett, Ronit Yoeli-Tlalim. — Milton Park, Abingdon, Oxon ; New York: Routledge, 2016. — P. 43—88. — xiv, 406 p. — ISBN 978-1-315-25177-6. — doi:10.4324/9781315251776.
- Bobrick Benson. The Caliph's Splendor: Islam and the West in the Golden Age of Baghdad. — New York: Simon & Schuster, 2012. — x, 284 p. — ISBN 978-1-416-56762-2. — ISBN 14-165-6762-3.
- Kennedy Hugh N. When Baghdad Ruled the Muslim World: The Rise and Fall of Islam’s Greatest Dynasty. — Cambridge, MA: Da Capo Press, 2005. — 326 p. — ISBN 0-306-81435-8. — ISBN 978-0-306-81480-8.

Статьи
- Бартольд В. В. Бармакиды = al-Barāmika (англ.) : In Enciclopedia of Islam / ed. by M. Th. Hautsma, T. W. Arnold, R. Basset. — First ed. — Leiden: E.J. Brill, 1921—1932 // Сочинения : в 4 т.. — М. : Наука, 1965. — Т. III. — С. 669—674. — 784 с.
- al-Barāmika / Barthold W.; Sourdel D. // Encyclopaedia of Islam. 2nd ed :  [англ.] : in 12 vol. / edited by H. A. R. Gibb; J. H. Kramers; E. Lévi-Provençal; J. Schacht; B. Lewis & Ch. Pellat. Assisted by S. M. Stern (pp. 1—330), C. Dumont and R. M. Savory (pp. 321—1359). — Leiden : E.J. Brill, 1986. — Vol. 1. — P. 1033—1036. (платн.)
- Barmakids / van Bladel Kevin // Encyclopaedia of Islam. THREE :  [англ.]. — Leiden : Koninklijke Brill, 2012. — ISSN 1873-9849. (платн.)
- Barmakids // The Arabian Nights Encyclopedia :  [англ.] : in 2 vol. / ed, by Ulrich Marzolph, Richard van Leeuwen, Hassan Wassouf. — Santa Barbara : ABC-CLIO, 2004. — P. 487—489. — 921 p. — ISBN 1-576-07204-5. — ISBN 978-1-576-07204-2. — OCLC 54806420.